# Et ta sœur (film, 1958)
Pour les articles homonymes, voir Et ta sœur.
Pour plus de détails, voir Fiche technique et Distribution.
Et ta sœur est un film français réalisé par Maurice Delbez, sorti en 1958.

## Synopsis
Bastien du Bocage est gérant d'un grand journal parisien dont le succès est dû en grande partie à la rubrique "Courrier du cœur" tenue d'une plume féroce par sa sœur Lucrèce. Ce qui l'oblige à faire de fréquents séjours en prison à la suite de procès intentés par les victimes de Lucrèce. Toujours « contre » à priori, cette dernière refuse de donner son accord au mariage de sa nièce Francine avec Bruno, un jeune homme sans situation. Les jeunes gens sauront manœuvrer grâce à la complicité de Bastien. Lucrèce devra s'avouer vaincue.

## Fiche technique
- Réalisateur : Maurice Delbez
- Scénaristes : Pierre Apestéguy, Maurice Delbez
- Adaptation : Pierre Apestéguy, Roger Ribadeau-Dumas
- Dialogues : Roland Laudenbach
- Assistant réalisateur : Pierre Granier-Deferre
- Photographie : Robert Lefebvre
- Opérateur : Roger Delpuech
- Décors : James Allan
- Montage : Louisette Hautecœur
- Son : William-Robert Sivel
- Musique : Henri Crolla, André Hodeir
- Maquillage : Lina Gallet
- Photographe de plateau : Jean-Louis Castelli
- Script-girl : Colette Crochot
- Régisseur : Lucien Denis
- Robes : Christian Dior, Coco Chanel, Jacques Esterel
- Production : S.F.C, Gaumont, Films Saint-James
- Chef de production : Roger Ribadeau-Dumas, Alain Poiré, Roland Laudenbach
- Directeur de production : Roger de Broin
- Distribution : Gaumont
- Tournage du 3 mars au 19 avril 1958
- Pays de production :  France
- Format :  Noir et blanc - 35 mm - Son mono
- Genre : Comédie
- Durée : 75 minutes
- Date de sortie : 
  - France : 24 septembre 1958

## Distribution
- Pierre Fresnay : Bastien du Boccage, le gérant du journal, qui, par la faute de sa sœur, a des ennuis avec la justice
- Arletty : Lucrèce du Boccage, la sœur de Bastien qui tient la rubrique Courrier du Cœur
- Jean-Claude Brialy : Bruno Puymartin, le fiancé de Francine, un oisif sans le sou
- Sophie Grimaldi : Francine du Boccage, la fille de Bastien qui aime Bruno
- Jacques Dufilho : Puymartin, l'auteur
- Philippe Grenier : Le présentateur de la T.V
- Brigitte Barbier
- Henri Belly
- Émile Genevois : Jojo
- Edmond Tamiz : Un collaborateur à la télévision
- Jean Tissier : Le directeur de la prison
- Annie Fratellini : Jeannette
- Pierre Destailles : Le directeur du journal
- René Bergeron : Le contrôleur du train
- Jean-Pierre Cassel : L'ami du fiancé
- Grégoire Gromoff : Un surveillant de prison
- Yvonne Dany
- Christian Brocard : Un machiniste T.V
- André Weber : Un gendarme du train
- Jean-Pierre Moutier
- Jean-Jacques Steen : Le brigadier
- Jimmy Perrys : Un consommateur
- René Hell : Julien le concierge
- Henri Coutet : L'employé E.D.F
- Henri Guegan : Un membre du jury
- Gérard Darrieu : Le pompiste
- Adrien Cayla-Legrand : Un homme au wagon-restaurant
- Roger Guillo
- Jacques Herlin